# トニ・セルヴィッロ
トニ・セルヴィッロ (Toni Servillo、1959年8月9日 - ) は、イタリアの俳優、演出家。

## 来歴
1977年に前衛芸術劇団テアトロ・ステュディオ・ディ・カゼルタの共同設立者となる。1986年からナポリの演劇集団ファルソ・モヴィメントに参加し、1987年には劇団テアトリ・ウニチを旗揚げした。
2008年、出演した映画『ゴモラ』と『イル・ディーヴォ 魔王と呼ばれた男』が第61回カンヌ国際映画祭のコンペティション部門に出品され、それぞれグランプリ、審査員賞を受賞。セルヴィッロはこの両者における演技に対し、ヨーロッパ映画賞 男優賞を受賞した。
ダヴィッド・ディ・ドナテッロ賞では『イル・ディーヴォ 魔王と呼ばれた男』で主演男優賞を受賞した。2004年の『愛の果てへの旅』、2007年の『湖のほとりで』に続く2年連続、3度目の同賞受賞である。
2013年には『グレート・ビューティー/追憶のローマ』で2度目のヨーロッパ映画賞 男優賞を受賞した。

## フィルモグラフィ
- Morte di un matematico napoletano (1992)
- Teatro di guerra (1998)
- もうひとりの男 L'uomo in più (2001)
- Luna rossa (2001)
- 愛の果てへの旅 Le conseguenze dell'amore (2004)
- Notte senza fine (2004)
- 湖のほとりで La ragazza del lago (2007)
- よせよせ、ジョニー Lascia perdere, Johnny! (2007)
- ゴモラ Gomorra (2008)
- イル・ディーヴォ 魔王と呼ばれた男 Il divo: La spettacolare vita di Giulio Andreotti (2008)
- Gorbaciof (2010)
- われわれは信じていた Noi credevamo (2010)
- 穏やかな暮らし Una vita tranquilla (2010)
- 海の上のバルコニー Un balcon sur la mer (2010)
- 至宝 ある巨大企業の犯罪 Il gioiellino (2011)
- それは息子だった È stato il figlio (2012)
- 眠れる美女 Bella addormentata (2012)
- グレート・ビューティー/追憶のローマ La grande bellezza (2013)
- 修道士は沈黙する Le confessioni (2016)
- 霧の中の少女 La ragazza nella nebbia (2017)
- Lasciati andare (2017)
- LORO 欲望のイタリア Loro (2018)
- ヒトラーVS.ピカソ 奪われた名画のゆくえ Hitler contro Picasso e gli altri (2018)
- ヒットマン：レジェンド　憎しみの銃弾 5 è il numero perfetto (2019)
- L'uomo del labirinto (2019)
- Hand of God -神の手が触れた日- È stata la mano di Dio (2021)
- 笑いの王 Qui rido io (2021)
- 内なる檻 Ariaferma (2021)
- 奇妙なこと La stranezza (2022)
- 夜のロケーション Esterno notte (2022)